# Slaget vid Haraker
Slaget vid Haraker stod den 17 april 1464 i Haraker i Västmanland. Slaget var en del av oroligheterna under Kalmarunionens tid. Parterna var dels en dansk här under Kristian I:s ledning, dels en här av allmoge från Dalarna och Uppland, ledd av biskopen i Linköping Kettil Karlsson (Vasa) samt Sten Sture den äldre.

## Bakgrund
Under åren 1463 och 1464 började Kristian I:s välde i Sverige att vackla. I början av 1463 gick rykten i Stockholm om att den i exil varande Karl Knutsson (Bonde) stod i beredskap att återerövra kungamakten i Sverige. Därför begav sig kung Kristian I, på inrådan av ärkebiskopen Jöns Bengtsson (Oxenstierna), till Stockholm där det anställdes rannsakningar samt undersökningar beträffande kuppryktena.
Hösten 1463 var Kristian I på besök i Finland, samtidigt som ärkebiskopen, till Mälardalens bönder, efterskänkte en av kungen utskriven skeppsskatt. Detta gjorde ärkebiskopen i kraft av sin ställning som kungens ställföreträdare samt hövitsman på slottet Tre Kronor i Stockholm.
Jöns Bengtsson (Oxenstierna):s efterskänkande av skatt väckte kungens vrede och ärkebiskopen fängslades hösten 1463.
Ärkebiskopens släktingar och bondebefolkningen i Mälardalen reste sig mot att Kristian I hade fängslat ärkebiskopen samt mot kungens tunga beskattning och hans förvaltning i övrigt. Det är mot denna bakgrund man får se slaget vid Haraker. En av ärkebiskopens fränder var biskop Kettil Karlsson (Vasa) som vid 28 års ålder blivit biskop i Linköping. Denne lär enligt samtida berättelser i biskopsdräkt ha tågat fram till högaltaret i Linköpings domkyrka och tagit på hjälm och rustning för att bege sig till Västmanland och Dalarna för att samla en bondehär. Detta lyckades och en allmogehär bildades. Den leddes därefter av Kettil Karlsson och Sten Sture den äldre.
Kung Kristian I fick vetskap om upprorsplanerna och begav sig till Västerås där han fick bud om att Kettil Karlsson och hans allmogehär befann sig i Haraker.

## Slagets förlopp
Den 17 januari 1464 anlände danske kung Kristian I med sin styrka till Haraker. I närheten av kyrkan var allt lugnt och ingen allmogehär syntes till. Allmogehären hade till största delen gömt sig i Hällaskogen där de från Hällaberget hade god utsikt över slätten omkring kyrkan. En liten del av allmogestyrkan hade gömt sig i höet i lador utmed vägen.
Danskarna fortsatte in i Hällaskogen. Inne i skogen kom man fram till avspärrningar i form av nedhuggna träd. Danskarna tvingades sitta av och leda hästarna förbi hindren. I samband med detta överfölls danskarna av biskop Kettil Karlssons mannar. Det regnade pilar och flera kanoner gav eld. Danskarna råkade i oordning och efter stort manfall flydde de i panik över åkrarna mot Haraker och några danskar sökte skydd innanför kyrkogårdsmuren vid Harakers kyrka och kunde på kvällen i mörkret fly vidare till Västerås. Cirka 1200 danskar stupade i slaget.